# École nationale supérieure d'arts et métiers-Meknès
Pour les articles homonymes, voir École Nationale Supérieure d'Arts et Métiers (homonymie), Arts et métiers et ENSAM.
 (avril 2018).
L'École Nationale Supérieure d'Arts et Métiers (ENSAM - المدرسة الوطنية العليا للفنون و المهن) est une école d'ingénieurs Marocaine située dans la ville de Meknès (1997). Elle a été créée en 1997 sous les Hautes Directives Royales du roi Hassan II, la création de cette école s’inscrit dans l’optique de l’ouverture de l’université marocaine sur son environnement socio-économique ; elle représente également un enjeu stratégique de stimuler le secteur industriel et économique dans le cadre du développement de la région centre-sud..

## Présentation de l'École
Sous les Hautes Directives Royales du Roi Hassan II, l’École Nationale Supérieure d'Arts et Métiers - Meknès a ouvert ses portes en septembre 1997 avec un effectif de 80 élèves.
La formation couvre plusieurs spécialités dont : génie mécanique, génie industriel et productique, génie électromécanique, génie civil, énergies renouvelables, fonderies, dessin industriel.
L’ENSAM-Meknès est bâtie sur 10 hectares. Elle compte 4 amphithéâtres, 5 salles de cours, 16 salles de TD, 4 salles de dessin industriel, un centre de calcul, un centre de communication, une salle de conférence, une salle Forum, une bibliothèque avec 2 salles de lecture pour les étudiants, une salle de lecture pour les professeurs, et une vidéothèque. S’ajoute à cela, un auditorium et une salle de langue avec un équipement ultra moderne.

## Filières
Les filières accréditées (Année universitaire 2019/2020) au cycle d'ingénieur sont les suivantes:
- Génie Civil (GC);
- Génie Industriel:
  - Option 1: Intelligence Artificielle et Data Science (GIIA);
  - Option 2: Génie Industriel et Productique (GIPR);
- Génie Mécanique:
  - Option 1: Génie Mécanique, Structure et Ingénierie des Produits (GMS);
  - Option 2: Génie Mécanique Energétique (GME);
  - Option 3: Génie Mécanique et Procédés de Fabrication Industrielle (GMP);
- Génie Électromécanique et Systèmes Industriels:
  - Option 1: Commande et Management Industriel (GEC);
  - Option 2: Ingénierie et Maintenance des Systèmes Electromécaniques (GEE)[4].

## Missions
L'ENSAM-Meknès a pour mission:
- Former des ingénieurs d'État Arts et Métiers marocains;
- Développer une activité de recherche à l'aide des moyens techniques dont dispose l'école.

La formation Ingénieur Arts et Métiers permet à l’élève-ingénieur de:
- Acquérir des compétences scientifiques, techniques et professionnelles;
- S’adapter à un milieu professionnel évolutif;
- S’engager et être capable d’assurer des responsabilités;
- Être apte au travail en groupe et à la communication;
- Être apte à prendre en compte les problèmes humains et sociaux des milieux professionnels.

## Structures pédagogiques
L'ENSAM comprend actuellement plusieurs départements:
- Département Mécanique et Structures : assure une formation théorique et technique en construction et en fabrication mécanique et industrielle pour les élèves, la formation met l'accent sur la conception de composants mécaniques et de systèmes complexes appropriées pour des applications spécifiques;
- Département Civil : assure une formation polyvalente en conception, dimensionnement, planification et réhabilitation des infrastructures telles que des routes, des ponts, des bâtiments et des ouvrages hydrauliques et couvre des domaines tels que la mécanique des sols, la modélisation des solides déformables et la conception structurelle selon les normes nationales et internationales ;
- Département Automatique, Electronique, Electrotechnique et Electromécanique : se concentre sur la conception et le contrôle des systèmes automatisés, avec une formation en composants électroniques, circuits et systèmes embarqués et la compréhension des phénomènes électriques, des machines électriques;
- Département Industriel et Productique : assure une formation sur les processus industriels, de la conception à la fabrication, la qualité et la maintenance, et les principes fondamentaux de l'automatisation et de la gestion efficace des ressources dans le contexte de la production industrielle;
- Département Matériaux et Procédés : assure une formation des propriétés physiques, chimiques et mécaniques des matériaux, ainsi que des méthodes de fabrication et de transformation associées, et aborde des sujets tels que la science des matériaux, la métallurgie, la céramique, les polymères et les composites;
- Département Mathématiques et Informatique : englobe des domaines tels que l'algèbre, la géométrie, l'analyse, la probabilité et la statistique;
- Département Energétique : offre une formation sur les principes fondamentaux liés à la production, la conversion, le stockage et la distribution de l'énergie. Il aborde des sujets tels que la thermodynamique, les sources d'énergie renouvelable et non renouvelable, les technologies de conversion de l'énergie, ainsi que la gestion de l'énergie;
- Département des Soft skills : propose une approche sur l'apprentissage linguistique, ainsi que des soft skills. Il offre un ensemble de compétences comportementales telles que la communication efficace, la résolution de problèmes et la collaboration;

## Formation de l'Ingénieur d'État Arts & Métiers
Le diplôme d'ingénieur d'État Arts & Métiers valide une formation de 5 ans (10 semestres) et se scinde en deux cycles: cycle préparatoire intégré et cycle ingénieur ou sur 3 ans pour les Bac+2/Bac+3.
La formation Ingénieur Arts et Métiers se compose de modules communs pour toutes les filières et de modules spécifiques à chacune d'entre elles. Les modules spécifiques nommés "approfondissements" sont enseignés en 4ème et 5ème année sous forme des Unités d’Enseignement capacitaires « UEC » et des Unités d’Enseignement d’Expertise « UEE ».

### Admission à la formation Ingénieur Arts et Métiers
L'ENSAM présente 3 possibilités d'accès à la formation Ingénieur Arts et Métiers de Meknès : en 1ère année, en 3ème année et en 4ème année.

### Double Diplômation
L’ENSAM-Meknès a tissé des liens avec des partenaires académiques et industriels au niveau national et international, l'École offre la possibilité de faire des stages et semestres d'études à l'étranger, ou  de poursuivre une formation de double diplomation.
Les opportunités de double diplôme, d'échanges d'étudiants et d'enseignants-chercheurs sont possibles avec :
- École Nationale Supérieure d'Arts et Métiers, de nom Arts et Métiers Sciences et Technologies, dans un cadre de collaboration dans l’étude technique et de la mise en place de la formation Ingénieur Arts et Métiers de Meknès;

- École Centrale de Lyon;
- École Nationale Supérieure des Mines de Nancy;
- Institut National des Sciences Appliquées - INSA de Lyon;
- Worcester Polytechnic Institut - WPI, Massachusetts (USA);
- École Nationale d'Ingénieurs de Brest - ENIB;
- Institut Supérieur d'Ingénierie de la Conception - InSIC, Saint-Dié-Des-Vosges (France);
- Université Laval, Canada;
- Institut Français de la Mécanique Avancée de Clermont-Ferrand (France).

## Formation continue
L'École est habilitée à préparer le diplôme d'ingénieur d'État Arts & Métiers, ainsi que les diplômes suivants (sur accréditation):  
- Diplôme universitaire de technologie;
- Licence professionnelle;
- Master professionnel;
- Doctorat en science de l'ingénieur.

## Centre d’études doctorales
Cette formation doctorale s’intéresse à développer des objectifs scientifiques relatifs aux thèmes de recherche suivants:
- Axe 1: Mécanique, conception et procédés de fabrication;
- Axe 2: Commande et supervision des systèmes;
- Axe 3: Endommagement et dégradation des matériaux;
- Axe 4: Surface, interface et tribologie
- Axe 5: Énergétique et environnement;
- Axe 6: Mécanique avancée et applications industriels.

## Vie étudiante
Depuis sa fondation en 2015, l'Association Des Élèves Ingénieurs Arts et Métiers de Meknès - ADEIAM, (couramment connue par ADEAM, et auparavant par BDE depuis la fondation de l'École) regroupe l'ensemble des étudiants de l'ENSAM de Meknès, considéré comme étant le premier représentant des élèves ingénieurs Arts & Métiers de l'ENSAM-Meknès. Sa mission prioritaire est de:
- soutenir les étudiants ENSAMiens;
- améliorer les conditions d’études et assurer la communication entre les étudiants et le corps administratif et professoral;
- donner au profiter des étudiants adhérents, différentes conventions en possession avec différents marchands de biens et services (Restauration, librairie, transport, salle de sport, etc.)
- offrir des conventions de stage d'été ou de PIFE;
- créer des activités parascolaires diverse (sportive, artistique, sociale ou technique)